# 特奈 (安德尔省)
特奈（法語：Thenay，法語發音：[tənɛ]）是法国安德尔省的一个市镇，位于该省中部偏西南，属于勒布朗区。

## 地理
特奈（46°37'48"N, 1°25'44"E）面积34.21 平方千米，位于法国中央-卢瓦尔河谷大区安德尔省，该省份为法国中部省份，北起卢瓦-谢尔省，西北接安德尔-卢瓦尔省，西南接维埃纳省，南至克勒兹省和上维埃纳省，东临谢尔省。
与特奈接壤的市镇（或旧市镇、城区）包括：克勒兹河畔阿让通、沙斯讷伊、吕兹雷、勒蓬克雷蒂安-沙布内、里瓦雷讷、圣戈捷、圣马塞尔、维古。

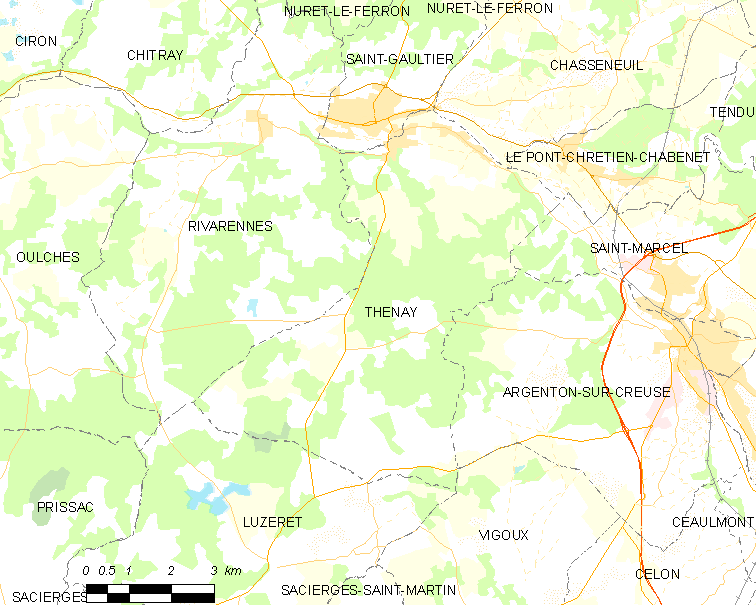
的OSM定位图

特奈的时区为UTC+01:00、UTC+02:00（夏令时）。

## 行政
特奈的邮政编码为36800，INSEE市镇编码为36220。

## 政治
特奈所属的省级选区为圣戈捷县。

## 人口

1962-2008年间人口变化图示

特奈于2022年1月1日时的人口数量为897人。